# Ghe invertida

la ghe invertida

La ghe invertida  es una letra adicional obsoleta del alfabeto latino la cual se usó en la escritura latina del idioma abjasio, en el idioma abaza , en el idioma cabardiano y en el idioma udi.

## Uso
Esta letra se dejó de usar desde 1938, su uso era representar una fricativa postalveolar sonora

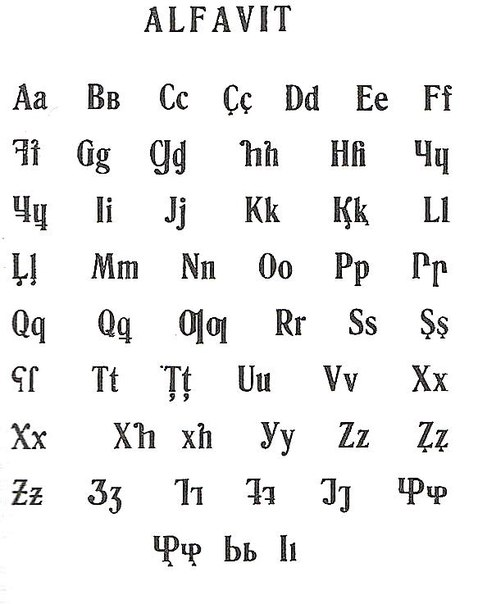
alfabeto abaza

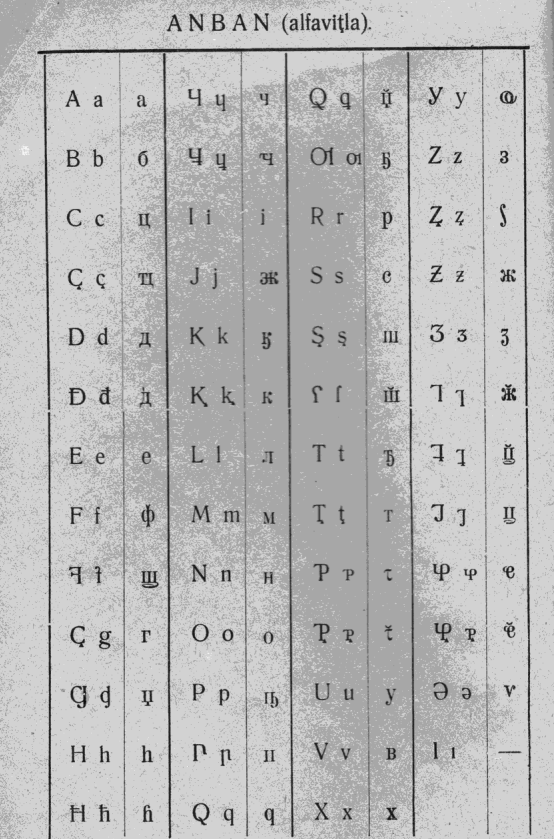
el alfabeto abjasio

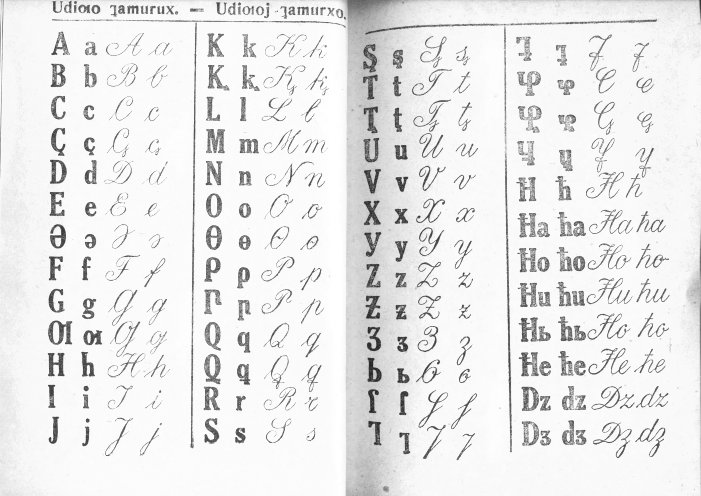
el alfabeto udi

/ʒ/
.
.
Se muestra su respectivo orden
En los alfabetos

## Unicode
Esta letra no se ha codificado.